# Close to You (Karima)
Close to You è il secondo album della cantante Karima, pubblicato il 24 marzo 2015.

## Tracce
1. Medley: The Guy's in Love With You / A House Is Not a Home – 7:11
2. Waiting for Charlie (To Come Home) – 5:03
3. (They Long to Be) Close to You – 3:40
4. (There's) Always Something There to Remind Me – 3:54
5. Walk On By – 2:59
6. One Less Bell to Answer – 4:13
7. Just Walk Away – 3:57
8. The Look of Love – 5:41
9. Wives and Lovers – 4:51
10. I Say a Little Prayer – 3:15
11. Alfie – 6:37
12. What the World Needs Now Is Love – 4:39
13. God Give Me Strength – 6:06